# سوق بلدية ساو باولو
سوق بلدية ساو باولو (البرتغالية: Mercado Municipal Paulistano، Mercado Municipal de São Paulo) هو سوق عام كبير في ساو باولو، البرازيل. صُمم من قبل المهندس المعماري فرانسيسكو راموس دي أزيفيدو وأُفتتح في 25 يناير 1933 مركزًا للبيع بالجملة والتجزئة متخصص في الفواكه والخضروات والحبوب واللحوم والتوابل والمنتجات الغذائية الأخرى. يقع السوق في حي ميركادو، وهو الاسم الذي يشير إلى السوق، في المركز التاريخي لمدينة ساو باولو. يقع بالقرب من نهر تاماندواتي في فارزيا دو كارمو القديمة، وهي سهول فيضية للنهر وأقيم على تلك السهول حديقة دوم بيدرو الثاني. سُمي السوق رسميًا باسم ميركادو بلدية ساو باولو في عام 1995. ومن المعروف عادًة في ساو باولو باسم ميركاداو، أو "السوق الكبير"، وهو نقطة التقاء للمقيمين في ساو باولو وواحد من المواقع السياحية الأكثر زيارة في المدينة.